# Baltinglass
Baltinglass (irl. Bealach Conglais) – miasto w Irlandii, w prowincji Leinster, w południowo-zachodniej części hrabstwa Wicklow. Zlokalizowane jest przy drodze N81, przy granicy z hrabstwami Carlow i Kildare, nad rzeką Slaney.
Dawniej miasto nosiło nazwę Baltinglas.